# 安德魯·魯普
安德魯·魯普（Andrew Gravolet Loupe，1988年11月22日—）是美國的一位職業高爾夫球運動員，現在參加PGA巡迴賽的賽事。他出生在巴頓魯治，曾就讀於路易斯安那州立大學並且是學校高爾夫球球隊的成員。